# Референс (значення)
Референс — довідка, посилання (франц. reference — довідка, посилання, від лат. referre — повідомляти)
- Підтвердження Міністерства закордонних справ України, видане суб'єкту туристичної діяльності України про те, що його зарубіжні партнери (за угодами) матимуть візову підтримку українських консульських установ за кордоном при їх зверненні для оформлення туристичних віз іноземним громадянам для подорожі в Україну. Порядок та умови видачі референсу визначені законом України «Про туризм» (1995), інструкцією Ліцензійної палати про умови і правила здійснення підприємницької діяльності, пов'язаної з наданням туристичних послуг, та контролю за їх дотриманням (від 17 травня 1996), Положенням про порядок видачі референсу суб'єктам туристичної діяльності України (затвердженого МЗС України 30 грудня 1996) та іншими нормативно-правовими актами.
- Вторинне зображення: малюнок або фотографія, які художник або дизайнер вивчає перед роботою, щоб точніше передати деталі, отримати додаткову інформацію, ідеї.